# أنطونيو ماريا فالسالفا
أنطونيو ماريا فالسالفا (1666 - 1723)، طبيب وعالم تشريح إيطالي، نشر مجموعة من الأبحاث والكتب التي تركت تأثيراً كبيراً في تطور علم التشريح، بالإضافة لذلك اكتشف العديد من البنى والأعضاء التشريحية التي مازالت تُنسب إليه حتى الآن مثل عضلة فالسالفا Valsalva’s muscle وشريطة فالسالفا taeniae Valsalva، ركَّز فالسالفا في أبحاثه على تشريح الأذن وهو أول من صاغ مصطلح «قناة أوستاش» واصفاً القناة التي تصل بين البلعوم والأذن الوسطى، ووصف الجيوب الأبهرية «جيوب فالسالفا» في كتاباته التي نُشرت عام 1740 بعد وفاته، ويرتبط اسمه أيضاً بمناورة فالسالفا التي تستخدم كاختبار لوظيفة الدورة الدموية وكطريقة لمعادلة الضغط على جانبي غشاء الطبل في الأذن.

## الخلفية
وُلد فالسالفا في إيمولا شمال شرق إيطاليا، وكان معاصراً لإسحاق نيوتن ويوهان سيباستيان باخ، تلقى تعليماً مُكثَّفاً في العلوم الإنسانية والرياضيات والعلوم الطبيعية ولاحقاً درس الطب والفلسفة في جامعة بولونيا، كان أستاذه المُشرف عليه مارتشيللو مالبيكي الذي يُعرف بمؤسِّس علم التشريح المجهري، تخرَّج فالسالفا من كلية الطب عام 1687، وعُيِّن أستاذاً للتشريح في جامعة بولونيا عام 1705، وتمَّ اختياره لاحقاً كرئيس لأكاديمية العلوم، ويعتبر جيوفاني باتيستا مورغاني أشهر تلاميذه وهو الذي قام بتحرير كتابات فالسالفا الكاملة ونشر سيرته الذاتية عام 1740.
تزوج فالسالفا من إيلينا ليزي عام 1709، في سنواته الأخيرة تدهورت صحته تدريجياً ففقد حاسة الشم وعانى من نوبات مرضية متتالية وتوفي في بولونيا عام 1723 جرَّاء سكتة دماغية، ودفن في كنيسة سان جيوفاني في مونتي بولونيا، وبعد وفاته تبرَّعت عائلته بمجموعته من العينات التشريحية لاستخدامها في الأغراض التعليمية في معهد العلوم الذي تأسَّس عام 1711، تتضمَّن هذه المجموعة التشريحية نماذج من أنسجة القلب والرئتين وهي مازالت محفوظة ومعروضة في متحف التشريح في المعهد.
لطالما تمَّت الإشارة لفالسالفا كجرَّاح ماهر وطبيب ممتاز وعالم تشريح دقيق في عمله يتمتَّع بنزاهة علميَّة كبيرة، بالإضافة لذلك كان لطيفاً وراقياً في تعامله مع مرضاه وطلابه، وعنه كتب جيوفاني مورغاني: «لا يوجد أحد في ذلك الوقت الذي عشناه مثل فالسالفا أو يساويه».

## أبحاثه
تنوَّعت أبحاث فالسالفا ودراساته من الجراحة إلى التشريح وعلم وظائف الأعضاء إلى الطب النفسي، في عمر مُبكَّر من مسيرته المهنية نجح في استئصال كلية كلب، وعارض استخدام الكي في علاج الجروح وأوصى بالعلاج الإنساني للمرضى النفسيين.
كان اهتمام فالسالفا الرئيسي هو تشريح وأمراض الأذن الوسطى والداخلية بما في ذلك عضلات الأذن الخارجية وعضلات البلعوم، وهو الذي وصف بنية ووظيفة قناة أوستاش التي تصل بين الأذن الوسطى والبلعوم، وأظهر العلاقة بين الخلايا الخشائيَّة والتجويف الطبلي، وكتب العديد من الملاحظات على فيزيولوجيا الأذن وأمراضها، وفي كتابه De aure humana tractatus الذي نُشر عام 1704 وصف لطريقة إجراء مناورة فالسالفا التي ما زالت تستخدم في الفحص السريري حتى يومنا هذا.
بالإضافة لذلك تميَّز بأسلوبه الدقيق والماهر في عمليات تشريح الجثث ودراستها، رغم أنَّ التقنيات الحديثة والاختبارات الكيميائية لم تكن متوافرة في القرن السابع عشر ولكنَّ فالسالفا استخدم جميع الطرق المتوافرة لدراسة العينات النسيجية والوصول لنتائج هامة، من تلك الطرق تذوق العينات بما تحتويه من دم وقيح وغيرها !!!.

## من مالبيكي إلى مورغاني
كان أنطونيو ماريا فالسالفا أحد علماء التشريح الإيطاليين البارزين ويعتبر نموذجاً عن المدرسة الإيطاليَّة التي كانت متفوِّقةً في ذلك العصر على بقية الدول الأوروبية في التشريح والطب وسائر العلوم الأخرى، درس فالسالفا التشريح على يد مارتشيللو مالبيكي في جامعة بولونيا وخلال سنوات تدريسه الطويلة في نفس الجامعة نقل المعارف التي أخذها منه والتي طوَّرها هو بنفسه إلى مئات التلاميذ أبرزهم جيوفاني باتيستا مورغاني، وهكذا يمكن اعتباره صلة وصل بين اثنين من كبار العلماء: مالبيكي ومورغاني، وأحد أعضاء هذه السلسلة الفريدية من العلماء الإيطاليين الذين غيَّروا وجه الطب إلى الأبد.

## جهاز فالسالفا في بدلات الفضاء
يستخدم جهاز فالسالفا في بدلات روَّاد الفضاء ليسمح لهم بموازنة الضغط في آذانهم عن طريق القيام بمناورة فالسالفا بشكل متكرر ضمن البدلة دون استخدام أيديهم لسد الأنف، ويستخدم أيضاً لأغراض أخرى مثل إزالة الرطوبة عن الوجه.

## مناورة فالسالفا
تستخدم مناورة فالسالفا Valsalva maneuver إمَّا في الفحص الطبي لتحرِّي وظيفة القلب والأوعية والتحكم العصبي اللا إرادي في القلب، أو لمحاولة موازنة الضغط المُطبَّق على الأذنين والجيوب الأنفية في الحالات التي يزداد فيها الضغط المحيط مثل أوضاع الغوص والطيران، يتم إجراء هذه المناورة من خلال محاولة الزفير القسري مع إغلاق مجرى التنفس بإغلاق الفم وسد الأنف كما في حالة نفخ البالون، هذا الأسلوب لا يسمح للهواء بالخروج من الأنف والفم فيتجه الهواء إلى قناة أوستاش ومنها إلى الأذن الوسطى فيحدث تعادل للضغط المُطبَّق على جانبي غشاء الطبل.
عند حدوث زيادة سريعة في الضغط الجوي المحيط كما هو الحال أثناء الغوص أو هبوط الطائرات فإنَّ هذا الضغط المتزايد يعمل على إغلاق قناة أوستاش ممَّا يمنع معادلة الضغط على جانبي غشاء الطبل مع شعور بألم شديد في الأذن وخلل في التوازن، ولتجنب هذا الوضع يُنصح الغواصون والطيارون بفتح قناة أوستاش عن طريق القيام بحركات بلع متكررة أو إجراء مناورة فالسالفا.
استمدَّت هذه الطريقة اسمها من فالسالفا الذي كان اهتمامه وتركيزه الرئيسي على أمراض الأذن ووصف هذه المناورة لاختبار فيما إذا كان في الأذن أي ثقب، أو لمحاولة إخراج القيح والإنتان من الأذن الوسطى، في بعض الأحيان قد يكون لمناورة فالسالفا العديد من المخاطر منها: تأذي حاسة السمع بسبب زيادة الضغط المُطبَّق على غشاء الطبل، تأذي الشبكية بسبب زيادة الضغط داخل عين الإنسان، انخفاض ضغط الدم والذي قد يؤدي أحياناً للدوار وحتى للإغماء.

## روابط خارجية
- أنطونيو ماريا فالسالفا على موقع الموسوعة البريطانية (الإنجليزية)